# Кубок Республики Корея по футболу
Кубок корейской футбольной ассоциации — футбольной турнир, который разыгрывается с 1996 года среди клубов К-лиги и других футбольных лиг Кореи. Победитель кубка Кореи получает возможность участвовать в Лиге чемпионов АФК — главном клубном футбольном турнире Азии.

## Название турнира
- 1996-1997 Кубок КФА
- 1998 Sambo Change-up FA Cup
- 1999 Sambo Computer FA Cup
- 2000-2002 Seoul Bank FA Cup
- 2003-2015 Hana Bank FA Cup
- 2015-н.в. KEB Hana Bank FA Cup

## Формат
Турнир начинается в марте.в первых трех раундах участвуют команды из футбольных лиг 2-5 уровня. С 1/16 финала в борьбу за трофей начинают команды К-лиги 1.На всех этап, за исключением финала, победитель определяется в одном матче.

## Финалы
- 1996 Пхохан Стилерс—Сувон Самсунг Блюуингз 0-0 (7-6 пен.)
- 1997 Чоннам Дрэгонз—Соннам 1-0
- 1998 Сеул—Ульсан Хёндэ 2-1
- 1999 Соннам—Чонбук Хёндэ Моторс 3-0
- 2000 Чонбук Хёндэ Моторс—Соннам 2-0
- 2001 Тэджон Ситизен—Пхохан Стилерс 1-0
- 2002 Сувон Самсунг Блюуингз—Пхохан Стилерс 1-0
- 2003 Чонбук Хёндэ Моторс—Чоннам Дрэгонз 2-2 (4-2 пен.)
- 2004 Пусан Ай Парк—Чеджу Юнайтед 1-1 (4-3 пен.)
- 2005 Чонбук Хёндэ Моторс—Ульсан Хёндэ Мипо Докуярд 1-0
- 2006 Чоннам Дрэгонз—Сувон Самсунг Блюуингз 2-0
- 2007 Чоннам Дрэгонз—Пхохан Стилерс 3-2,3-1
- 2008 Пхохан Стилерс—Кённам 2-0
- 2009 Сувон Самсунг Блюуингз—Соннам 1-1 (4-2 пен.)
- 2010 Сувон Самсунг Блюуингз—Пусан Ай Парк 1-0
- 2011 Соннам—Сувон Самсунг Блюуингз 1-0
- 2012 Пхохан Стилерс—Кённам 1-0
- 2013 Пхохан Стилерс—Чонбук Хёндэ Моторс 1-1 (4-3 пен.)
- 2014 Соннам—Сеул 0-0 (4-2 по пен.)
- 2015 Сеул—Инчхон Юнайтед 3-1
- 2016 Сувон Самсунг Блюуингз—Сеул 2-1,1-2 (10-9 по пен.)
- 2017 Ульсан Хёндэ—Пусан Ай Парк 2-1,0-0
- 2018 Тэгу—Ульсан Хёндэ 2-1,3-0